# Clasificación de Guthrie de las lenguas bantúes
Las cerca de 250 llamadas lenguas bantúes propiamente dichas (Narrow Bantú languages) se dividen convencionalmente en zonas geográficas inicialmente propuesta por Malcolm Guthrie (1967-1971). Dichas zonas no representan grupos filogenéticamente probados, el trabajo posterior mostró que esta clasificación geográfica en algunos casos dista mucho de la clasificación filogenética conocida.
Según la clasificación de Guthrie las regiones geográficas se denotan mediante las letras A-S y cad una de estas regiones se dividen en decenas (grupos A10, A20, etc.), las lenguas individuales tienen códigos mediante números (A11, A12, etc.) y las variedades consideradas como dialectos se subdividen a su vez (A11a, A11b, etc.). Este sistema de codificación ha llegado a convertirse en estándar para identificar las lenguas bantúes, y de hecho era la única manera práctica que se tiene de distinguir muchas lenguas denominadas de manera un tanto ambigua, antes de la introducció de la codificación ISO 639-3, y sigue usándose ampliamente. Parece que sólo la zona S de Guthrie puede considerarse como un grupo filogenéticamente admisible; también se ha introducido una zona J que se ha propuesto como otro posible grupo filogenético en la región de los Grandes Lagos.
A continuación se reproduce la lista, con los enlaces a los artículos a grupos filogenéticos aceptados de lenguas bantúes. A continuación se da la lista completa de 1948, y la actualización que hizo Guthrie de ella en 1971 y las modificaciones de Maho de 2009.

## Introducción
La lista que sigue refleja la clasificación de Guthrie con las modifiaciones hechas por Maho (2009). El grupo llamado bantú nororiental que se caracterizan por la ley de Dahl, que se piensa es un grupo filogenético válido, incluye subgrupos diferentes del sistema de Guthrie, por lo que tiene su propio artículo (ver lenguas bantúes nororientales). Otros grupos con artículos dedicados, como las lenguas bantúes del grupo S (Zona S) sí se reumen a continuación aquí, de tal manera que la lista puede servir como un índice para artículos sobre lenguas bantúes. Nótese que la clasificación de Ethnologue incluye numerosas diferencias con respecto a la lista de Guthrie en un intento de hacer que la clasificación sea filogenéticamente válida (aunque muchos autores consideran que dicha clasificación es altamente inconsistente, razón por la cual aquí será ignorada).
Tradicionalmente las lenguas bantúes se habían dividido entre "Bantú de la Selva" y "Bantú de la Sabana" de acuerdo a ciertos patrones tonales, sin embargo, no parece existir demasiado consenso sobre qué zonas de Guthrie deberían ser asignadas a cada uno de estos dos grandes grupos dicotómicos, que en cualquier caso no representan grupos filogenéticamente válidos.
Los grupos filogenéticos aceptados dentro de las zonas de Guthrie se señalan en negrita.

### Zona A
S. de Camerún, Guinea Ecuatorial, N. de Gabón
- A10 Lundu-Balong : el oroko (probablemente una de las lenguas lenguas sawabantúes); las otras lenguas, excepto el A15 Manenguba (es decir, el bonkeng, el nkongho y el bafaw-balong) podrían ser lenguas sawabantúes también.
  - A15 Lenguas manenguba (Ngoe)
- A20-30 Lenguas sawabantúes; bube (en Mbam?)
- A40a (reducido) Lenguas basaa
- A50 Lenguas bafia
- A60+40b Lenguas mbam (el grupo jarawano añadido posteriormente a Guthrie)
- A70 Lenguas beti
- A80-90 Lenguas makaa-njem

La zona A a veces se considera como parte del "Bantú de la Selva".
Los grupos de Guthrie A60 y parte de su grupo A40 podrían ser considerados parte de las lenguas mbam del bantoide meridional. El sawabantú podría incluir algunas de las lenguas del grupo A10 excepto el manenguba, mientras que el bube podría ser parte de las lenguas mbam. Las lenguas jarawanas del bantoide meridional fueron asignadas a la zona A por Gerhardt (1982) y Blench (ms 2006, 2011), epsecificamente al grupo A60, dentro del grupo mbam.
De acuerdo a muchos especialistas, incluyendo a Blench, no existe ningún concepto coherente de Bantú si muchas lenguas de la zona A y quizás la zona B se incluyen. Es decir, parte de las lenguas de las zonas A y B no serían descendientes directos del proto-bantú.

### Zona B
S. de Gabón, W. del Congo, W. de la Rep. Dem. de Congo
- B20 Lenguas kele (?seki)
- B10-30 Lenguas tsogo (?myene)
- B40 (con algunas lenguas de H10) Lenguas sira
- B50 Lenguas nzebi
- B60 Lenguas mbete
- B70 (con algunas del grupo B80) Lenguas teke
- B80 (reducido) Lenguas boma-dzing (tsong/songo?)

La zona B a veces se considera parte del "Bantú de la Selva".
Los grupos B10-30 podrían pertenecer formar el grupo Kele-Tsogo, B40 con el Kongo-Yaka (H), y los grupos B50-70 con el H24 songo podrían formar un grupo Teke-Mbere.

### Zona C
NE. de la Rep. Dem. de Congo, N. del Congo
- C10 (con algunas del grupo C30) Lenguas ngondi-ngiri
- C20 Lenguas mboshi
- C30 (con el mongo, etc) Lenguas bangi-ntomba (Lingala et al.)
- C37+41 Lenguas buja-ngombe
- C42 Bwela
- C40a Lenguas bati-angba (Bwa)
- C50-60 Lenguas soko
- C70 Lenguas tetela
- C80 Lenguas bushoong

La zona C a veces se considera "Bantú de la Selva", a veces "Bantú de la Sabana".
Existen propuestas de tres agrupaciones filogenéticas mayores, el Mboshi-Buja que cubriría C10-20 y C37+41, y el Bangi-Tetela que cubriría C30 con C50-80 (Motingea, 1996) y C40a junto con D20-30 en las lenguas boanas.

### Zona D
NE. de la Rep. Dem. de Congo
- D10 Lenguas mbole-enya (?Lengola)
- D20a Lenguas lega-binja
- D20-30 Lenguas komo-bira, (con C40a) boano
- D28 Holoholo (quizá parte del Bantú nororiental)
- D30 (no-clasificadas): Gurú (Boguru), Ngbinda, Kare (Kari), Nyanga-li (Gbati-ri)
- D33 Lenguas nyali (Beeke? Ngbee?, +Bodo?)
- D43-55 Lenguas nyanga-buyi
- D54 Bembe (con Lega?)

Incluye a los grupos D10, D30 y algunas de los grupos D20 y D40. La mayor parte de los grupos D40-60 se han incluido junto con las lenguas bantúes de los Grandes Lagos. El lengola, el bodo y el nyali podrían formar juntos el grupo lebonya, y el beeke podría pertenecer al grupo boano.

### Zona E
Kenia, dejando aparte el suajili
Las lenguas de la zona E han sido reasginadas: E10-E40 se consideran parte de las lenguas bantúes de los Grandes Lagos; E50 Kikuyu-Kamba (Bantú de Kenya central) y E60 Chaga-Taita al Bantú nororiental; E70 Nyika al bantú nororiental, principalmente a las lenguas sabaki.

### Zona F
W. y centro de Tanzania.
- F10 Tongwe-Bende
- F30 (reducido) Lenguas mbugwe-rangi
- ?Isanzu

La mayor parte de los grupos F20 y F30, incluyendo el sukuma (la lengua demográficamente más importante), han sido reclasificadas dentro del bantú nororiental, con el bungu y las lenguas rukwa y el sumbwa dentro de las lenguas bantúes de los Grandes Lagos. El grupo mbugwe-rangi, sin embargo, forma una nudo filogenético por sí mismo.
El isanzu a veces se clasifica dentro del grupo F30, como una variedad de nilamba, y a veces se considera como un remanente de lenguas bantúes habladas en la región antes de la llegada de las modernas lenguas de la zona F.

### Zona G
E Tanzania, Comoras
- G50 (con el mbunga) Lenguas kilombero

Las lenguas de la zona G fueron reclasificadas, G60 Bene-Kinga fue incluida entre las lenguas bantúes nororientales, y las otras ramas más específicamente en las Lenguas bantúes nororientales de la costa.

### Zona H
NW de Angola, W de Congo
- H10 (reducido) Lenguas kongo
- H20 Lenguas kimbundu (?songo)
- H30-40 (con el yanzi) Lenguas yaka

Los subgrupos H10 y H40 a veces se consideran parte del bantú de la selva, mientras que los otros subgrupos se consideran bantú de la sabana. Lenguas del subgrupo H10 como el kunyi, el suundi y el vili han sido reclasificadas junto a los subgrupos B40 y L10. El subgrupo H40 se ha dividido entre los subgrupos H30 y L10. Se ha postulado una familia Kongo-Yaka, que podría incluir al sira del subgrupo B40.

### Zona J
Uganda, Ruanda-Burundi, región circundante a los lagos Kivu y Victoria
- J Grandes Lagos (parte del bantú nororiental)

### Zona K
E. de Angola, W. de Zambia
- K10 Lenguas chokwe-luchazi
- K31 Luyana
- K30 Lenguas kavango?
- K43 Mbukushu

El Lozi (del subgrupo K20) ha sido reclasificado como bantú meridional. Algunas lenguas del subgrupo K30 han sido reclasificadas como kavango, pero el luyana es una rama independiente. El subiya-totela del subgrupo K40 ha sido reclasificado como botatwe, y en una rama diferente del mbukushu, que parece ser una rama independiente.

### Zona L
S. de la Rep. Dem. del Congo, C. de Zambia
- L10 (con algunas de la zona H) Lenguas pende
- L20-40 +L60 Lenguas lubanas (?Lwalu)
- L50 Lenguas lunda

Los subgrupos L20 Songe (tal vez expcepto el Lwalu), L30 Luba, L40 Kaonde y L60 Nkoya podrían agruparse como lenguas lubanas.

### Zona M
E. de Zambia, SE. de Rep. Dem. del Congo
- M10-30 (con el bungu) Lenguas rukwa
- M40-50 (con el enga) Lenguas sabi
- M60 (con el subgrupo K40, subia) Lenguas botatwe

Podría ser que el Sabi-botatwe fuera una unidad filogenética válida.

### Zona N
Malaui y regiones circurndantes, C. de Mozambique
- N20-40 Lenguas nyasa

El subgrupo Manda (N10) ha sido reclasificada dentro del Rufiji-Ruvuma y el dialecto tumbuka del senga (N20) dentro del Sabi.

### Zona P
NE. de Mozambique, SE. de Tanzania
- Los subgrupos P10 Matuumbi y P20 Yao han sido clasificados como rufiji-ruvuma, el subgrupo P15 Mbunga como Kilombero y el subgrupo P30 Makhuwa como bantú meridional.

### Zona R
SW. de Angola, N. de Namibia, N. de Botsuana
- R11 Umbundu (Mbundu meridional)
- R10-30 Bantú suroccidental
- R40 Yeyi

R20 Ovambo, R30 Herero y R10 (exceptuando el umbundu) podría agruparse juntas como el grupo bantú suroccidental. El yeyi formaría por sí mismo una rama.

### Zona S
Sudáfrica, Botsuana, Zimbabue, S. de Mozambique.
- S10 Lenguas shona
- S20-60 (con el P30) Lenguas bantúes meridionales